# Günter Ludwig (Politiker)
Günter Ludwig (* 28. August 1924 in Göttingen; † 3. Juni 1974 in Bovenden) war ein deutscher Politiker (CDU) und Abgeordneter des Niedersächsischen Landtages.

## Leben
Ludwig wuchs in Bühle im Landkreis Northeim auf und besuchte das Max-Planck-Gymnasium in Göttingen. Im Zweiten Weltkrieg war er Flugzeugführer und wurde zweimal verwundet, zuletzt war er Kompaniechef beim Fallschirmjägerlehrregiment. Nach dem Krieg folgte ein Jurastudium mit anschließendem Vorbereitungsdienst in Göttingen, Berlin und im Bezirk des Oberlandesgerichts Celle. Danach war er als Rechtsanwalt und Notar tätig.

## Politik
Ludwig war seit 1956 Mitglied des Kreistages Northeim und des Gemeinderates Nörten-Hardenberg, seit 1958 Vorsitzender der CDU-Kreistagsfraktion und der CDU-Ratsfraktion Nörten-Hardenberg. Bei der Landtagswahl 1970 wurde er in den Niedersächsischen Landtag gewählt. Wenige Tage vor der Landtagswahl am 9. Juni 1974, zu der Günter Ludwig als CDU-Kandidat im Wahlkreis Northeim aufgestellt worden war, kam er bei einem Autounfall ums Leben. 
Die Landtagswahl musste im Wahlkreis Northeim deshalb um zwei Wochen auf den 23. Mai 1974 verschoben werden. Die CDU stellte den Unternehmer Christian Carstens aus Fredelsloh als neuen Kandidaten auf, der jedoch dem SPD-Kandidaten, Wirtschaftsminister Helmut Greulich, unterlag.
Ludwigs Nachfolger im Amt des CDU-Kreisvorsitzenden wurde Dietrich Stratmann.